# Chandra Davidson
Chandra Davidson (Hamilton, 15 mei 1998) is een voetbalspeelster uit Canada. Ze speelt als aanvaller voor SL Benfica. In het seizoen 2023-2024 kwam ze een halfjaar uit voor Fortuna Sittard.

## Carrière
Davidson begon met voetballen aan de Universiteit van Indiana. In 2020 vertrok ze naar het Portugese SCU Torreense. Na één seizoen trok ze de aandacht van competitiegenoot Sporting Clube de Portugal dat Davidson aan zich wist te binden. In twee seizoenen bij de Portugese topclub wist ze 21 doelpunten in 53 wedstrijden te maken.
Op 26 juli 2023 tekende Davidson een contract bij Fortuna Sittard in de Vrouwen Eredivisie.
Op 8 september 2023 maakte Davidson haar debuut voor Fortuna Sittard in de Vrouwen Eredivisie in een thuiswedstrijd tegen PEC Zwolle. In diezelfde wedstrijd wist Davidson ook gelijk haar eerste doelpunt voor Fortuna Sittard te maken.
Het dienstverband van Davidson in Sittard bleef beperkt tot een halfjaar. Op 23 januari 2024 keerde ze terug naar Portugal om voor SL Benfica te gaan spelen.

## Statistieken
| Seizoen    | Club                       | Land      | Competitie | Wedstrijden | Doelpunten |
| ---------- | -------------------------- | --------- | ---------- | ----------- | ---------- |
| 2020-2021  | SCU Torreense              | Portugal  | Liga BPI   | 19          | 8          |
| 2021-2023  | Sporting Clube de Portugal | Portugal  | Liga BPI   | 53          | 21         |
| 2023       | Fortuna Sittard            | Nederland | Eredivisie | 11          | 2          |
| 2024-heden | SL Benfica                 | Nederland | Liga BPI   | 0           | 0          |
| Totaal     | Totaal                     | Totaal    | Totaal     | 83          | 31         |

Laatste update: 23 januari 2024